# Arsenal (armamento)

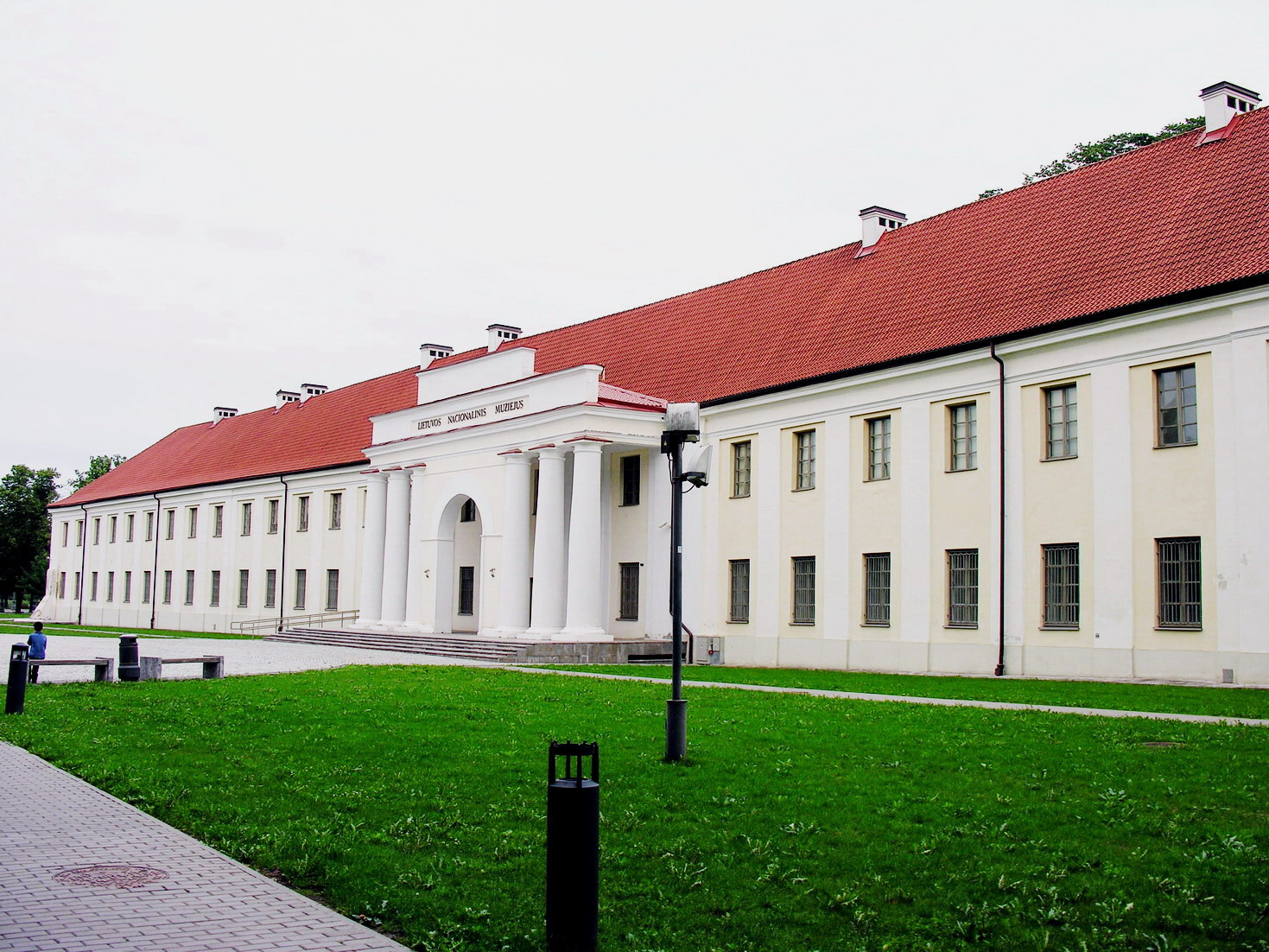
Arsenal de Vilnius na Lituânia, hoje em dia um museu

Um arsenal, é um lugar onde armas e munições são fabricadas, armazenadas, sofrem manutenção, são consertadas e distribuídas para outros locais, em qualquer combinação dessas atividades sob controle Estatal ou privado.
Na língua inglesa, são  usados os termos: arsenal armoury e sub-armory, com pequenas diferenças no significado e utilização.